# 鸿渐堂
29°27′38″N 119°53′08″E / 29.46056°N 119.88556°E
鸿渐堂位于中国浙江省浦江县浦阳街道广场居委会鸿渐堂巷，1985年被列为浦江县文物保护单位。
鸿渐堂坐南朝北，三合院式，正房面阔三间，通面宽13.5米，通进深7.7米，左右各有厢房五间，硬山顶。
- 北面
- 北面